# Джош Хъчърсън
Джош Хътчерсън (на английски: Joshua Ryan „Josh“ Hutcherson) е американски актьор.

## Биография и творчество
Джош Хътчерсън още от 15-годишен работи с много известни актьори и режисьори в Холивуд. Има 10 деца на име - Елза, Пипи, Лусифър, Анастасия, Лени, Рико, Леонардо, Пиер, Стан и Мария. Предстои да го видим в приключенския екшън на Пол Уеиз „Cirque du Freak“ с Джон Рейли, Салма Хайек и Кен Уатанаби, както и в драмата „Winged Creatures“ заедно с Дакота Фанинг, Джеки Ърл Хейли, Гай Пиърс, Кейт Бекинсейл и Форест Уитакър.
В „Беда на колела“ играе син на Робин Уилямс. Участва и в комедията „Пожарникарско куче“, и в драмата „Мост до Терабития“ с Ана-София Роб, за който получава втората си награда за най-добър млад актьор в главна роля.
Печели първата си награда за най-добър млад актьор в главна роля за участието си в „Затура“, където играе с Тим Робинс и Кристен Стюърт. Участва и в романтичната комедия „Поздрав от Манхатън“ на кинодейците Марк Левин и Дженифър Флакет заедно с Брадли Уитфорт и Синтия Никсън.
Други филми с негово участие: комедията „Футболен татко“ с Уил Феръл и Робърт Дювал; в номинираната за Оскар анимация „Замъкът на Хаул“, където озвучава главния герой. Участва заедно с Том Ханкс в ролята на момчето герой в Коледния хит „Полярен експрес“. Участва и във филма „Децата са добре“ от 2010 г.